# Marta de Nevares
Marta de Nevares Santoyo (Madrid, c. 1591-íd., 7 de abril de 1632) fue la última amante del poeta y dramaturgo español Lope de Vega, quien la llamó en prosa y verso Amarilis y, desde 1619, Marcia Leonarda.

## Biografía
Hermana de la poetisa Antonia de Nevares, poco se sabe sobre ella; según los datos que ofrece Lope, era muy hermosa y de pelo rizado, con los ojos verdes y con una voz que enamoraba, y sabía cantar, bailar, tañer la vihuela y escribir versos. A los trece años (1604 más o menos) fue obligada a contraer matrimonio con Roque Hernández de Ayala, un hombre al que el Fénix llamó "fiero Herodes", y en 1616, cuando el poeta contaba cincuenta y cuatro años y ella unos veinticinco, la conoció en una velada poética que ella presidía e iniciaron sus relaciones. Tres años después falleció el esposo (1619), algo que Lope celebró con estas palabras:
¡Bien haya la muerte! No sé quién está mal con ella, pues lo que no pudiera remediar física humana, acabó ella en cinco días con una purga sin tiempo, dos sangrías anticipadas y tener médico más afición a su libertad de vuesa merced que a la vida de su marido.
Lope se había ordenado sacerdote hacía poco tiempo y había quedado deslumbrado por Marta, como describe en una carta a otro donjuán, el Duque de Sessa:
Tenía los ojos verdes, cejas y pestañas negras, y en cantidad, cabellos rizos y copiosos, boca que pone en cuidado los que la miran cuando ríe, manos blancas, gentileza de cuerpo, el don de la poesía, la voz divina, la pureza del hablar cortesano, toda la gracia de la danza... y, por marido, un fiero Herodes.
Alguien tan experimentado en las lides amorosas como Lope de Vega no era proclive a los flechazos de oro de Cupido, pero esta vez, pese a su voto de castidad, cayó rendido, hasta el punto de que tuvo que confesar a su amigo el Duque que su amor por Marta era más una fatalidad, un destino, que otra cosa:
Yo estoy perdido, si en mi vida lo estuve, por alma y cuerpo de mujer; ¡y Dios sabe con qué sentimiento mío, porque no sé cómo ha de ser ni durar esto, ni vivir sin gozarlo!
La pareja vivió en la casa de Lope de la calle Francos, hoy Cervantes número 11, soportando la maledicencia y el escándalo primero del inicial adulterio y luego del connubio entre un cura viejo y una moza durante dieciséis años, así como que llegaran a tener una hija en agosto de 1617, Antonia Clara, inscrita en su partida de bautismo como hija de Roque Fernández; a fines de 1618 le nació también un hijo muerto y empezaron los pleitos de Marta para anular su matrimonio, que no hubo que proseguir porque falleció de súbito el marido, como indicó el propio Lope en la dedicatoria de La viuda valenciana, publicada en 1619; de hecho, la protagonista de esta pieza es una tal Leonarda, nombre que daba a su amante Lope. Ella además le pidió que escribiera novelas, y satisfaciendo su deseo publicó entre 1621 (primera) y 1624 (las tres siguientes) el relato enmarcado que incluye sus cuatro Novelas a Marcia Leonarda.
Que esa maledicencia existía lo demuestra la punzada que el severo y moralista dramaturgo Juan Ruiz de Alarcón le asestó en su comedia Los pechos privilegiados, donde se alude crípticamente al connubio marital del cura donjuán y la moza:
Culpa a un viejo avellanado / tan verde que, al mismo tiempo / que está aforrado de martas, / anda haciendo madalenas.
Pero a partir de 1621 Marta comenzaba a dar indicios de inestabilidad mental; en 1622 empezó a perder la vista, y quedó definitivamente ciega en 1627. Lope describe su dolor tan bellamente que casi parece que no lo siente:
Cuando yo vi mis luces eclipsarse, / cuando yo vi mi sol escurecerse, / mis verdes esmeraldas enlutarse / y mis puras estrellas esconderse, / no puede mi desdicha ponderarse / ni mi grave dolor encarecerse, / ni puede aquí sin lágrimas decirse / cómo se fue mi sol al despedirse. / Los ojos de los dos tanto sintieron / que no sé cuáles más se lastimaron: / los que en ella cegaron o en mí vieron, / ni aún sabe el mismo Amor los que cegaron / aunque sola su luz escurecieron, / que en lo demás bellísimos quedaron, / pareciendo al mirarlos que mentían / pues mataban de amor lo que no vían (L. de Vega, Égloga Amarilis, 1633).
En 1628 empezaron a sucederse sus raptos de locura: rompía sus ropas o se quedaba catatónica; Lope la cuidó hasta que murió en la primavera de 1632. Su editor y amigo, el librero Alonso Pérez, padre del escritor Juan Pérez de Montalbán, sufragó los funerales para que Lope no tuviera que soportar más habladurías. Lope compuso poco después y publicó en 1633 la égloga Amarilis: “No quedó sin llorar pájaro en nido, / pez en el agua ni en el monte fiera, /...y es la locura de mi amor tan fuerte, / que pienso que lloró también la muerte”. Era un amor que se tornó compasivo y purificador:
Solo la escucho yo, solo la adoro / y de lo que padece me enamoro […] Ejemplo puede ser mi amor de amores, / pues quiere amor que más aumente y crezca, / que si en amar defectos se merece, / ese es amor que en las desdichas crece.
En un soneto de sus Rimas humanas y divinas evoca lo que queda de ese amor desesperado y último: «Que al amor verdadero no le olvidan el tiempo ni la muerte»:
Resuelta en polvo ya, mas siempre hermosa, / sin dejarme vivir, vive serena / aquella luz, que fue mi gloria y pena, / y me hace guerra, cuando en paz reposa. / Tan vivo está el jazmín, la pura rosa, / que, blandamente ardiendo en azucena, / me abrasa el alma de memorias llena: / ceniza de su fénix amorosa...
Dos años después de la muerte de su madre, la hija de ambos, Antoñita Clara, con solo 17 años, se fugó con un galán, curiosamente apellidado Tenorio. Fue el mismo año en que su hijo mayor, Lope Félix, en quien tantas esperanzas había puesto, murió ahogado pescando perlas en la isla Margarita. El escritor solo duró un año después de todo aquello.
Se ha hecho muy famoso el poema que José Hierro dedicó al último amor de Lope.